# Hersilia baliensis
Espèce
Hersilia baliensis est une espèce d'araignées aranéomorphes de la famille des Hersiliidae.

## Distribution
Cette espèce se rencontre à Bali en Indonésie et au Laos.
Sa présence à Singapour est incertaine.

## Description
Le mâle mesure 7,45 mm et la femelle 8,45 mm.

## Étymologie
Son nom d'espèce, composé de bali et du suffixe latin -ensis, « qui vit dans, qui habite », lui a été donné en référence au lieu de sa découverte.

## Publication originale
- Baehr & Baehr, 1993 : The Hersiliidae of the Oriental Region including New Guinea. Taxonomy, phylogeny, zoogeography (Arachnida, Araneae). Spixiana Supplement, vol. 19, p. 1-96 (texte intégral).